# Pokémon, jag väljer dig!
"Pokémon, jag väljer dig!" (japanska: ポケモン！きみにきめた！ Hepburn: Pokémon! Kimi ni Kimeta!?) är avsnitt ett av den första säsongen av animen Pokémon. Avsnittet premiärvisades i Japan den 1 april 1997. I Sverige visades "Pokémon, jag väljer dig!" för första gången på TV4 klockan 08.35 lördagen den 4 mars 2000 och sågs i uppskattningsvis 298 000 hushåll. Avsnittet regisserades av Masamitsu Hidaka, skrevs av Takeshi Shudo och Ken Sakamoto samt animerades av Team Ota på OLM, som animerade Pokémon fram till 2006.
I avsnittet ska Ash Ketchum, en tioårig pojke från staden Pallet, precis få sin första Pokémon från professor Oak. Dock råkar han försova sig och får den enda Pokémon som inte redan blivit vald, nämligen Pikachu. Pikachu är en elektrisk Pokémon som öppet visar sin misstro för Ash, men tillsammans beger de sig ut på en resa där Ash vill bli den störste Pokémontränaren någonsin. Kort därefter blir Ash och Pikachu attackerade av en flock med Spearow, men lyckas tillfälligt undkomma med lindrigare skador. Vid en andra attack räddar Pikachu dem båda och Ash och Pikachu blir vänner efter detta.
I Sverige uppstod legala problem en knapp månad innan "Pokémon, jag väljer dig!" premiärvisades. Granskningsnämnden för radio och TV ansåg först att animen var skapad på ett sådant sätt att den "otillbörligt gynna[de] kommersiella intressen"; ett yrkande som nämnden inte fick igenom. Granskningsnämnden ansåg då istället att Pokémonrappen, som visades direkt efter varje avsnitt av animen, var utformad som "ett rent reklaminslag" och i och med att länsrätten gav nämnden rätt i frågan påfördes TV4 en avgift på 200 000 kronor.

## Handling

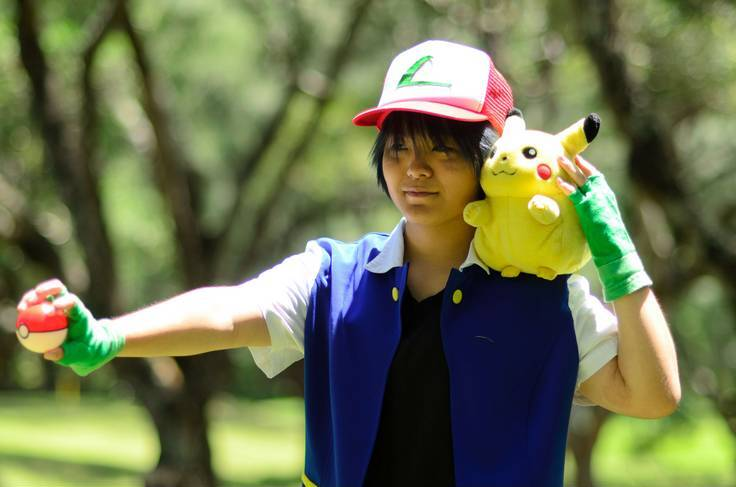
Cosplay av Ash Ketchum med Pikachu på axeln.

Ash Ketchum, en tioårig pojke från staden Pallet, är på väg att få sin allra första Pokémon från professor Oak. Den dag då Ash ska få sin Pokémon råkar han försova sig och när han till slut kommer fram till professor Oaks laboratorium märker han att alla Pokémon redan är valda av andra tränare. Ash bönfaller professor Oak om en Pokémon och blir då erbjuden Pikachu, en elektrisk Pokémon. Professor Oak ger även Ash ett Pokédex, en elektronisk Pokémonencyklopedi, och sex stycken Pokébollar, som används för att fånga Pokémon, innan Ash beger sig ut på sin resa för att bli den främste Pokémontränaren någonsin.
Ash vill gärna bekanta sig med Pikachu, men Pikachu agerar reserverat och visar öppet sin misstro för Ash. En Pidgey flyger förbi och Ash försöker fånga den med en Pokéboll, men misslyckas. Via sitt Pokédex får han reda på att en Pokémontränare måste strida mot en Pokémon, för att på så sätt försvaga den, innan den går att fånga. Pikachu vägrar strida så Ash försöker själv försvaga Pidgey men misslyckas. I ren frustration kastar Ash en sten mot vad han tror är en Pidgey, men det visar sig vara en Spearow. Spearow börjar attackera både Ash och Pikachu och Pikachu attackerar tillbaka med en elektrisk stöt, vilket lockar till sig en hel flock med Spearow. Ash och Pikachu flyr och tvingas åka ned för ett vattenfall för att undkomma alla Spearow.
De båda räddas av en flicka vid namn Misty som berättar för Ash att han måste ta den skadade Pikachu till Pokémoncentret i staden Viridian. När Ash ser att flocken med Spearow närmar sig igen "lånar" han Mistys cykel för att ta sig till Pokémoncentret. Flocken med Spearow hinner ifatt Ash och Pikachu och Ash bestämmer sig för att skydda Pikachu med sin egen kropp. När Pikachu ser hur mycket Ash bryr sig om den utför den en kraftfull elektrisk attack som driver bort alla Spearow, men som också förstör Mistys cykel. Ash bär in Pikachu i staden Viridian och som tack slickar Pikachu honom på kinden, för att visa på att de båda har blivit vänner. I slutet av avsnittet ser Ash en mystisk fågel flyga över en regnbåge; denna fågel visar sig senare vara en Ho-Oh.

## Produktion
"Pokémon, jag väljer dig!" är det första avsnittet av animen Pokémon. Under förproduktionen valdes Pikachu till en av huvudpersonerna eftersom denna Pokémon hade blivit mer populär än de flesta andra, efter originalspelens lansering, och för att de som arbetade med animen ansåg att Pikachu tilltalade barn i allmänhet. I en intervju med Satoshi Tajiri, skaparen av Pokémon, sade han att barn i Japan främst var intresserade av enbart Pikachu medan barn i USA såg Ash och Pikachu som ett lag och att han tyckte att serien behövde en mänsklig aspekt också, i form av Ash. I USA riktade sig animen främst till barn som gick på elementary school medan i Sverige riktade sig Pokémon till barn mellan 8–12 år. Avsnittet regisserades av Masamitsu Hidaka och skrevs av Takeshi Shudo samt Ken Sakamoto medan animeringen gjordes av Team Ota på OLM, som animerade Pokémon fram till 2006.

### Den västerländska versionen
Nintendo, företaget som producerar datorspelen på vilka animen är baserad, bad om att vissa förändringar skulle göras av animen innan den sändes utanför Japan. I den mån det gick togs allt som relaterade till våld, sexuell diskriminering och religion bort ur Pokémon. Scener där seriefigurerna slår till varandra klipptes bort, varav en av dessa scener finns med i "Pokémon, jag väljer dig!" när Misty slår till Ash över kinden. Även namnen på rollfigurerna gjordes mer västerländska: Satoshi (サトシ) blev till Ash Ketchum, Shigeru Okido (オーキド・シゲル) blev Gary Oak, Kasumi (カスミ) blev till Misty, Dr. Yukinari Ohkido (オーキド・ユキナリ博士) blev professor Samuel Oak och Hanako (ハナコ) blev till Delia Ketchum.

#### Dubbningen
| Veronica Taylor (vänster), röstskådespelerskan bakom Ash i den engelska dubbningen, och Dick Eriksson (höger), röstskådespelaren bakom Ash i den svenska dubbningen. |  | Veronica Taylor (vänster), röstskådespelerskan bakom Ash i den engelska dubbningen, och Dick Eriksson (höger), röstskådespelaren bakom Ash i den svenska dubbningen. |
| Veronica Taylor (vänster), röstskådespelerskan bakom Ash i den engelska dubbningen, och Dick Eriksson (höger), röstskådespelaren bakom Ash i den svenska dubbningen. |  | |

Veronica Taylor, den amerikanska röstskådespelerskan bakom Ash, sade att hon verkligen uppskattade att spela Ash. Hon sade även att under de första tio avsnitten var både manusen och röstskådespelarna bakom Pokémon något stela jämfört med hur de senare skulle bli. Taylor trodde att detta berodde på att de alla var nya i sina roller och ville vara säkra på att de gjorde ett bra jobb. Hon förklarade även hur processen för dubbningen ser ut: först översätts manuset från japanska till engelska och sedan anpassas orden för att stämma överens med rollfigurernas munrörelser. När rösterna skulle spelas in var röstskådespelarna ensamma i inspelningsbåset och rollfigurernas röster spelades in en i taget; inspelningen för ett avsnitt brukade ta mellan 6–8 timmar.
Andreas Nilsson, den svenske röstskådespelaren bakom James i Team Rocket, har sagt att det var dubbningsproducenten som funderade över vilka svenska röster som skulle passa för Pokémon och att det sedan spelades in ett flertal röstprov för varje rollfigur som produktionsbolaget i USA skulle välja mellan. Nilsson själv fick enbart dra inspiration från den engelska dubbningen och inte från de japanska originalrösterna. Dick Eriksson, röstskådespelaren bakom Ash, har sagt att han tyckte att det var roligt att dubba de första avsnitten av Pokémon, men att han tyckte att det blev tråkigt efter ett tag eftersom det var väldigt många avsnitt som var likartade. Eriksson har dock sagt att den känslan gick över igen och att han senare tyckte att det var roligt med dubbningsarbetet igen, fast på ett annat sätt än tidigare.

## Mottagande
"Pokémon, jag väljer dig!" sändes först i Japan den 1 april 1997 (med titeln ポケモン！きみにきめた！), i USA den 8 september 1998 (med titeln "Pokémon, I Choose You!") och i Sverige den 4 mars 2000; i Sverige var det TV4 som hade köpt in rättigheterna för att sända Pokémon från Bergsala AB. När avsnittet sändes klockan 08.35 lördagen den 4 mars 2000 på TV4 sågs det i uppskattningsvis 298 000 hushåll.
"Pokémon, jag väljer dig!" har fått blandade, men ändå övervägande positiva, recensioner. Andrew Wood från The Plain Dealer var kluven till avsnittet; han tyckte att "Pokémon, jag väljer dig!" skapade en bra bas för animen att bygga vidare på och att den höll sig trogen originalspelen, men han ansåg även att det var uppenbart att utan en resepartner (det vill säga, Pikachu) var Ash inte en särskilt intressant rollfigur. Andrew Tei från Mania.com tyckte att det var intressant att se på de tidiga avsnitten av Pokémon, för i dessa hördes det hur röstskådespelarna inte riktigt hade kommit in i sina roller ännu. Louis Bedigian från GameZone ansåg att det bästa med "Pokémon, jag väljer dig!" var Pokémonstriden som visades i början av avsnittet. Bedigian tyckte striden var väldigt välgjord och skrev att det fanns få TV-serier som integrerade datorspelens spelsätt på samma vis som Pokémon gjorde. Matt från X-Entertainment tyckte att animeringen var välgjord för sin tid och att hans favoritdel av avsnittet var när man fick se Ho-Oh. Zach B. från DVDlaunch.com ansåg att "Pokémon, jag väljer dig!" var ett helt okej avsnitt som gav en bra introduktion till vad Pokémon var för något.

### Legala problem i Sverige

TV4 anmäldes till granskningsnämnden för radio och TV för möjlig dold barnreklam i samband med sändningen av Pokémon och domen från länsrätten innebar att TV4 påfördes en avgift på 200 000 kronor.

Den 15 februari 2000, en knapp månad innan Pokémon började sändas i Sverige, rapporterade Aftonbladet att animen kunde komma att stoppas på grund av den hade samma namn som den kommersiella produkten Pokémon. Hack Kampmann, dåvarande avdelningsdirektör på granskningsnämnden för radio och TV, ansåg att Pokémon kunde vara skapat på ett sådant sätt att det "otillbörligt gynna[de] kommersiella intressen", men han sade att nämnden skulle ta ställning till detta först efter att programmet hade börjat sändas. Jan Scherman, dåvarande programchef på TV4, svarade att han var både "förbryllad och förvånad" över Kampmanns kommentar och han nämnde att det var svårt att avgöra vad som var "hönan och ägget i den här diskussionen" eftersom animen var baserad på datorspelen och inte tvärtom, vilket var vanligare. Granskningsnämnden fick dock inte igenom sitt yrkande "eftersom det inte vore rimligt att ett TV-program som utgick från kända karaktärer/figurer inte skulle få ha samma namn som dessa."
Istället ansåg nämnden att Pokémonrappen, som visades direkt efter varje avsnitt av animen, "hade utformats på sådant sätt att den framstod som ett rent reklaminslag för Pokémonfigurerna och de artiklar som anknöt till dem." Rappen sändes i direkt anslutning till avsnitten och eftersom TV4 inte hade gjort det klart att inslaget var utformat som en reklam ansåg granskningsnämnden att TV4 bröt mot bestämmelserna i radio- och TV-lagen. Länsrätten gav granskningsnämnden rätt i frågan och påförde TV4 en avgift på 200 000 kronor. Marknadsdomstolen, på talan av konsumentombudsmannen, förbjöd TV4 vid vite av 200 000 kronor att marknadsföra Pokémonprodukter på det sätt som tidigare hade gjorts med Pokémonrappen. Enligt Marknadsdomstolen stred rappen mot barnreklamförbudet i radio- och TV-lagen, vilket de ansåg att TV4 borde "ha kunnat konstatera[t] [...] utan någon mera ingående granskning." Pokémonrappen hade tidigare tagits bort från sändningarna av animen i andra nordiska länder såsom Finland, Norge och Danmark eftersom den ansetts utgöra dold reklam.

## Eftermäle
Den 28 oktober 1997 släppte förlaget Shogakukan volym ett av animangan Electric Tale of Pikachu (ポケットモンスター・電撃ピカチュウ) i Japan; denna volym släpptes sedan av Viz Media den 5 september 1999 i USA. I volym ett av Electric Tale of Pikachu heter kapitel ett Pikachu, I See You (ピカチュー) och är baserad på "Pokémon, jag väljer dig!". I Choose You! är en bok som är skriven av Tracey West och som släpptes av förlaget Scholastic i juli 1999 i USA. Kapitel ett i denna bok, Pokémon — I Choose You!, är baserad på detta animeavsnitt. Ännu ett verk som har "Pokémon, jag väljer dig!" som förlaga är det första kapitlet i boken Pokémon TV Animation Comic: I Choose You!, som släpptes av Viz Media den 6 december 1999 i USA.
"Pokémon, jag väljer dig!" har släppts på VHS, DVD, som en berättelse på CD samt i samlingsutgåvorna Indigo League: Volume 1, Pokemon All-Stars: Volume 1, Pokémon Season 1: Super Wallet och Pokémon: Partner Up with Pikachu!. Nintendo utannonserade den 24 september 2004 att de tänkte släppa vissa av de tidigare avsnitten av Pokémon i kassettformat till Game Boy Advance Video den 27 september samma år. Totalt fyra avsnitt av Pokémon släpptes på två separata kassetter, varav "Pokémon, jag väljer dig!" var ett av avsnitten.
En film med titeln Pokémon – Filmen: Jag väljer dig! lanserades under 2017 i Japan, tjugo år efter animens början. Filmens handling är en återberättelse av animens första avsnitt, då bland annat "Pokémon, jag väljer dig!". Filmen hade TV-premiär i Sverige den 5 januari 2018. "Här kommer Pikachu!", en föregångare till "Pokémon, jag väljer dig!", sändes som det första avsnittet i den tjugotredje säsongen av animen. I detta avsnitt får man bland annat följa Pikachus resa från att vara en Pichu, till att utvecklas till Pikachu och senare hamna hos professor Oak.